# Gerardo Pelusso
Gerardo Cono Pelusso Boyrie, mais conhecido como Gerardo Pelusso (Florida, 25 de fevereiro de 1954), é um ex-treinador e ex-futebolista uruguaio que atuava como meio campo. Foi eleito pelo Comité Olímpico Uruguaio como o melhor técnico do país em todas as disciplinas desportivas, no ano de 2006.

## Títulos
Quilmes
- Liga de Florida: 1992

Seleção da Florida
- Copa Nacional de Selecciones del Interior: 1990

Danubio
- Primera División Uruguaya: 2004

Alianza Lima
- Primera División Peruana: 2006

Nacional
- Liguilla Pré-Libertadores da América: 2008
- Primera División Uruguaya: 2009

Olímpia
- Campeonato Paraguaio: 2011

Santa Fe
- Copa Sul-Americana: 2015